# Casa Navàs

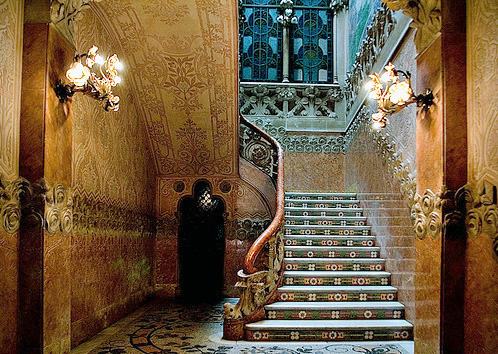
Interno

Casa Navàs è un edificio modernista che si trova a Reus.
Progettata dall'architetto catalano Lluís Domènech i Montaner su incarico di Joaquim Navàs Padró, la casa venne costruita dal 1901 al 1908 nella Plaça del Mercadal.
I lavori in marmo sono di Alfons Juyol i Bach, i dipinti di Tomàs Bergadà, i mobili di Gaspar Homar e le ceramiche di Hipòlit Montseny, tutti lavori realizzati su indicazione di Lluís Domènech i Montaner.
L'edificio aveva una torre sulla facciata sinistra, ma fu distrutto durante i bombardamenti delle forze nazionaliste durante la guerra civile spagnola e mai più ricostruito. A parte la torre, l'edificio è rimasto nelle stesse condizioni originali.